# Eudes de Gournay
Eudes de Gournay también Odo y Odón (apodado Escudo Negro, c. 860-912) fue un caudillo vikingo, noble de origen danés, uno de los barones de Rollón de Normandía a quien le asignó la fortaleza de Gournay cuando dividió Neustria. Gournay está emplazada en la parte oriental del ducado de Normandía, en la zona conocida como le pays de Bray, separada del dominio real por el río Epte. Gournay era una plaza estratégica para la defensa de Ruan. Eudes es el primer referente de la familia de Gournay.
A diferencia de otros nobles, nunca ostentó título de jarl o conde que a veces se concedía a los señores de Gournay. Ningún acto contemporáneo, ningún escrito histórico antiguo los nombra con ese título. Eudes aparece solo como hijo de Renaud (Raignald) y padre de Hughes de Gournay. Los señores de Gournay siempre permanecieron como vasallos directos de los duques de Normandía y erigieron otras fortificaciones en el propio Gournay: La Ferté, Gaillefontaine y Argueil.

## Herencia
Se desconoce el nombre de su consorte, pero la tradición local le imputa un hijo:
- Hugo de Gournay (n. 906),[6] quien conquistó veinticuatro parroquias en la orilla izquierda del Epte en Beauvaisis, respecto de las cuales era también vasallo del rey de Francia. Hugo se casó con una dama llamada Albreda, y fue padre de dos hijos:[6]
  - Hugo II de Gournay (c. 945-990), apodado el Viejo. Señor de Gournay. Fundador del priorato de Sigy en Sigy-en-Bray.
  - Gauthier de la Ferté (m. 989). Señor de La Ferté. Fundador del priorato de la Ferté en Brai (prieuré de la baronnie de la Ferté Macé).